# Pirates of the Caribbean: Salazar's Revenge
Pirates of the Caribbean: Salazar's Revenge (originaltitel: Pirates of the Caribbean: Dead Men Tell No Tales) är en amerikansk fantasy-, action- och äventyrsfilm som släpptes 2017. Filmen är en uppföljare till I främmande farvatten och den femte delen i Pirates of the Caribbean-serien. Huvudrollsinnehavarna Johnny Depp, Geoffrey Rush, Kevin R. McNally och Orlando Bloom återkommer i samma roller som tidigare. Filmen regisserades av den norska duon Joachim Rønning och Espen Sandberg och produceras av Jerry Bruckheimer.
Filmen hade världspremiär på bio den 24 maj 2017, samt allmän biopremiär i både USA och Sverige den 26 maj.

## Rollista (i urval)
- Johnny Depp – Kapten Jack Sparrow
- Javier Bardem – Kapten Armando Salazar
- Brenton Thwaites – Henry Turner
- Kaya Scodelario – Carina Smyth
- Geoffrey Rush – Kapten Hector Barbossa
- Kevin R. McNally – Joshamee Gibbs
- Stephen Graham – Scrum
- David Wenham – Scarfield
- Golshifteh Farahani – Shansa
- Orlando Bloom – William "Will" Turner
- Martin Klebba – Marty
- Angus Barnett – Mullroy
- Giles New – Murtogg
- Adam Brown – Cremble
- Keira Knightley – Elizabeth Swann
- Paul McCartney – Farbror Jack
- Delroy Atkinson – Pike
- Danny Kirrane – Bollard
- Juan Carlos Vellido – Lieutenant Lesaro
- Rodney Afif – Officer Madga
- Danny Kirrane – Bollard
- Rupert Raineri – Officer Santos
- Stephen Lopez – Officer Moss
- Bruce Spence – Borgmästare Dix
- Anthony De La Torre – Jack Sparrow (ung)
- Alexander Scheer – Kapten Teague (ung)

## Om filmen
Inspelningen påbörjades under februari 2015 i Australien och avslutades under juli samma år. Under mars till april 2016 spelades nya scener in i Kanada. Paul McCartney bekräftades ha en roll under Kanadainspelningen. Hans Zimmer återkom inte som musiker och blev ersatt av Geoff Zanelli, som arbetade med de fyra första filmerna i serien, som skapare av ny musik.